# Sam Graddy
Samuel Louis "Sam" Graddy III  (né le 10 février 1964 à Gaffney, Caroline du Sud) est un athlète américain.
Sam Graddy apparut sur la scène internationale lors des Jeux panaméricains en 1983, terminant deuxième sur 100 m et premier avec le relais 4 × 100 m.
Aux Jeux olympiques d'été de 1984 à Los Angeles, il remporta la médaille d'argent sur 100 m derrière son compatriote Carl Lewis et était le premier relayeur de l'équipe victorieuse sur 4 × 100 m.
Graddy fut aussi un joueur de football américain,, jouant pour les Broncos de Denver (saisons 1987 et 1988) et les Raiders de Los Angeles (de 1990 à 1992).

## Palmarès

### Jeux olympiques d'été
- 1984 à Los Angeles ( États-Unis)
  -  Médaille d'argent du 100 m (10 s 19)[6]
  -  Médaille d'or en relais 4 × 100 m (37 s 83)

### Jeux panaméricains
- 1983 à Caracas ( Venezuela)
  -  Médaille d'argent du 100 m
  -  Médaille d'or en relais 4 × 100 m

## Records
- Record du monde du relais 4 × 100 m en 37 s 83, le 11 août 1984 avec Ron Brown, Calvin Smith et Carl Lewis
- Record Personnel sur 100 m : 10 s 09[7]

## Divers
- Dans l'épisode 14 de la saison 2 de la série Tout le monde déteste Chris[8], le professeur remplaçant demande à Chris s'il connaît Sam Graddy. Ce dernier lui répond que non. Le professeur tente alors de démontrer qu'on ne se souvient jamais du second. Ironique pour un vice-champion olympique[9].